# 말라위갈라고
말라위갈라고 또는 말라위부시베이비(Paragalago nyasae)는 갈라고과에 속하는 영장류의 일종이다. 말라위 남부와 모잠비크 인근 지역에 산다. 국제 자연 보전 연맹(IUCN)은 모잠비크난쟁이갈라고의 일부로 간주하고 있다.